# Campionati mondiali di pentathlon moderno 2009
I campionati mondiali di pentathlon moderno 2009 si sono svolti a Londra, in Gran Bretagna, dove si sono disputate le gare maschili e femminili, individuali ed a squadre.

## Risultati

### Maschili
| Evento              | Oro                                              | Argento                                                | Bronzo                                                               |
| Individuale         | Ádám Marosi                                      | David Svoboda                                          | Dmytro Kyrpuljans'kyj                                                |
| A squadre           | Ungheria Ádám Marosi Róbert Németh Péter Tibolya | Rep. Ceca David Svoboda Michal Michalík Ondřej Polívka | Lituania Justinas Kinderis Edvinas Krungolcas Andrejus Zadneprovskis |
| Staffetta a squadre | Rep. Ceca David Svoboda Ondřej Polívka           | Russia Semën Burcev Sergej Karjakin                    | Egitto Amro el-Geziry Emad El-Geziry                                 |

### Femminili
| Evento              | Oro                                                  | Argento                                                | Bronzo                                                |
| Individuale         | Chen Qian                                            | Laura Asadauskaitė                                     | Lena Schöneborn                                       |
| A squadre           | Germania Lena Schöneborn Eva Trautmann Claudia Knack | Regno Unito Heather Fell Mhairi Spence Freyja Prentice | Ungheria Sarolta Kovács Krisztina Cseh Leila Gyenesei |
| Staffetta a squadre | Rep. Ceca Lucie Grolichová Natalie Dianová           | Germania Lena Schöneborn Eva Trautmann                 | Polonia Sylwia Czwojdzińska Paulina Boenisz           |

## Medagliere
| Posizione | Paese       |   |   |   | Totale |
| --------- | ----------- | - | - | - | ------ |
| 1         | Rep. Ceca   | 2 | 2 | 0 | 4      |
| 2         | Ungheria    | 2 | 0 | 1 | 3      |
| 3         | Germania    | 1 | 1 | 1 | 3      |
| 4         | Cina        | 1 | 0 | 0 | 1      |
| 5         | Lituania    | 0 | 1 | 1 | 2      |
| 6         | Regno Unito | 0 | 1 | 0 | 1      |
| 6         | Russia      | 0 | 1 | 0 | 1      |
| 8         | Egitto      | 0 | 0 | 1 | 1      |
| 8         | Polonia     | 0 | 0 | 1 | 1      |
| 8         | Ucraina     | 0 | 0 | 1 | 1      |
| Totale    | Totale      | 6 | 6 | 6 | 18     |